# 瓦莱丽·巴尔瓦-梅韦尔-勒鲁
瓦莱丽·巴尔瓦-梅韦尔-勒鲁（法語：Valérie Barlois-Mevel-Leroux，1969年5月28日—），法国女子击剑运动员。她曾代表法国参加1996年和2000年夏季奥林匹克运动会击剑比赛，其中1996年奥运会获得一枚金牌和一枚银牌。